# كتاب قضايا شرلوك هولمز
كتاب قضايا شارلوك هولمز أو سجل شارلوك هولمز (بالإنجليزية: The Case-Book of Sherlock Holmes)‏ هي آخر سلسلة قصص قصيرة لشخصية شارلوك هولمز من تأليف آرثر كونان دويل، نشرت بين أكتوبر 1921 وأبريل 1927. وتضم 12 قصة قصيرة.

## القصص القصيرة
1. مغامرة العميل المرموق (The Adventure of the Illustrious Client)
2. مغامرة الجندي الشاحب (The Adventure of the Blanched Soldier)
3. مغامرة جوهرة مازارين (The Adventure of the Mazarin Stone)
4. مغامرة المنزل ذي الأسقفِ المُحدَّبة الثلاثة (The Adventure of the Three Gables)
5. مغامرة مصاصة دماء ساسكس (The Adventure of the Sussex Vampire)
6. مغامرة ثلاثة رجال يحملون اللقب جاريديب (The Adventure of the Three Garridebs)
7. قضية جسر ثُور (The Problem of Thor Bridge)
8. مغامرة الرجل الزاحف (The Adventure of the Creeping Man)
9. مغامرة لُبْدة الأسد (The Adventure of the Lion's Mane)
10. مغامرة النزيلة الملثمة (The Adventure of the Veiled Lodger)
11. مغامرة شوسكوم أولد بليس (The Adventure of Shoscombe Old Place)
12. مغامرة رجل الطلاء المتقاعد (The Adventure of the Retired Colourman)